# Lisova Slobidka, Ciornuhî
Lisova Slobidka (în ucraineană Лісова Слобідка) este un sat în comuna Postav-Muka din raionul Ciornuhî, regiunea Poltava, Ucraina.

## Demografie
Componența lingvistică a localității Lisova Slobidka
     Ucraineană (100%)
Conform recensământului din anul 2001, toată populația localității Lisova Slobidka era vorbitoare de ucraineană (100%).